# 蓋瑞·辛尼茲

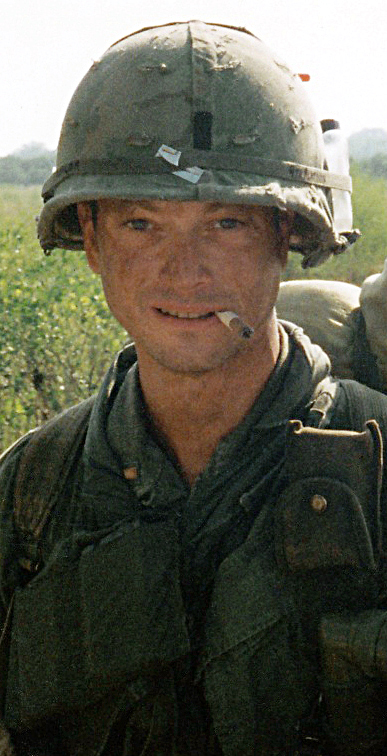
蓋瑞·辛尼茲在《阿甘正传》中演出的丹中尉一角

加里·艾伦·辛尼斯 （Gary Alan Sinise，1955年3月17日—），是一名美国演员和导演。在他的职业生涯中，辛尼斯赢得过一次艾美奖及一次金球奖，并获得过金棕榈奖和奥斯卡最佳男配角的提名。1992年，辛尼斯执导了电影《人鼠之间》，并在其中扮演乔治·米尔顿。1994年，他因在《阿甘正传》中丹中尉（Lt Den Taylor）的出色表演而获得当年奥斯卡最佳男配角提名，随后又因在迷你剧《杜鲁门》所扮演的角色获得金球奖最佳演员奖。1996年，辛尼斯在朗·霍华德的成功作品《绑票通缉令》中饰演一名腐败的警官。1998年，他又靠在迷你剧《乔治.华莱士》中扮演阿拉巴马州的官员乔治·华莱士时的杰出表演而获得艾美奖。现在，辛尼斯因为主演《犯罪现场调查:纽约》（CSI: New York）中的麦克.泰勒（Mac Taylor）而成为一名家喻户晓的明星。
在2008年的共和党全国大会上，加里陈述了在伊拉克战争中牺牲的海豹部队队员Michael A.Monsoor的事迹，以此来支持共和党候选人麦凯恩竞选美国总统。2008年11月，布什总统授予辛尼斯总统国民勋章——仅次于总统自由勋章的荣誉奖项——以表彰他对伊拉克学生的人道主义援助，以及对联合劳军组织的贡献。辛尼斯还是纪录片Brothers at Wars的制片人，该片讲述了一个卷入伊拉克战争的美国军人家庭的故事。

## 加里·辛尼斯的早年人生
加里.辛尼斯出生在伊利诺伊州的蓝岛（Blue Island），他具有一部分意大利血统，父亲Robert L.Sinise是一名电影剪辑师。辛尼斯从Highland Park高中毕业后继续在伊利诺伊州立大学读书。1974年，他与两个朋友Terry Kinney、Jeff Perry一起，创建了Steppenwolf戏剧公司（Steppenwolf Theatre Company）。自公司创建之日起，就不断有出色的演员在Steppenwolf展现自己的演艺天赋，并最终成为名人，如瓊·愛倫、Kevin Anderson、Gary Cole、伊森·霍克、Glenne Headly、John Mahoney、約翰·馬克維奇、Laurie Metcalf、Martha Plimpton、Jim True-Frost，以及最近的威廉·彼德森。加里.辛尼斯本人也在Steppenwolf积累了足够的表演和执导的经验。他曾参与制作过该公司30多部作品。

## 职业生涯
1982年，在辛尼斯执导并主演了《真实的西部》（True West）之后，他的事业开始腾飞，于1983年获得奥比奖，并在一年之后与約翰·馬克維奇一起在American Playhouse中亮相。1988年，加里导演了Miles From Home —— 一部讲述兄弟两人因为被没收的家庭农场而发生争执的故事。加里曾出演过很多部电影：阿甘正傳、人鼠之間（兼任導演）、阿波羅13號、Reindeer Games、Snake Eyes、《綁票通緝令》Ransom、Mission to Mars、The Stand、Impostor，和綠色奇蹟。他还为John Steinbeck的Travels with Charley和Of Mice and Men录制了有聲書。
2004年，加里开始在电视剧《犯罪现场调查:纽约》中出演常规角色——纽约犯罪实验室的领头人麦克.泰勒（Mac Taylor）。在其中的几集里，他还向观众展示了他的音乐修养，如在第二季的一集中，麦克.泰勒手持贝斯与乐手Kimo Williams、Carol Williams和Danny Gottlieb一起演奏。这三人均是Lt. Dan Band的成员，而该乐队也是辛尼斯和Kimo Williams一起于2003年组建的，并以他在Forrest Gump中的角色为之命名。
除了电视和电影工作，辛尼斯还在佛羅里達奧蘭多迪士尼樂園Epcot - Mission: SPACE的電視节目中担任主持人，为Baume & Mercier  手表做形象代言，还参与创建了Operation Iraqi Children。2008年，加里还为Discovery Channel的迷你系列剧When We Left Earth和Army Strong的广告做旁白。
乔治·沃克·布希總統于2008年末授予加里.辛尼斯总统国民勋章，来表彰他为美国军方所做的贡献和他为伊拉克儿童做出的人道主义援助。
他与David Scantling同是《Brothers at Wars》，一部有关伊拉克战争的纪录片的制片人，这部影片讲述了一个美国军人家庭中Jake Rademacher、Isaac Rademacher和Joseph Rademacher三兄弟的故事。
2009年，辛尼斯在华盛顿的国家广场与Joe Mantegna一起为美国阵亡将士纪念日音乐会（National Memorial Day Concert）做旁白。
辛尼斯现在作为American Veterans Disabled for Life Memorial的国家发言人，花费大量的时间和精力来呼吁各方对退伍老兵的关注。

## 私人生活
加里在1981年与演员Moira Harris完婚，现今育有三个孩子：Sophia Ana(b.1988)，McCanna Anthony(b.1990)和Ella Jane(b.1992)。
2003年，安默斯特學院授予加里.辛尼斯人文主义荣誉博士学位。
他还是一名天主教徒。

## 政治生涯

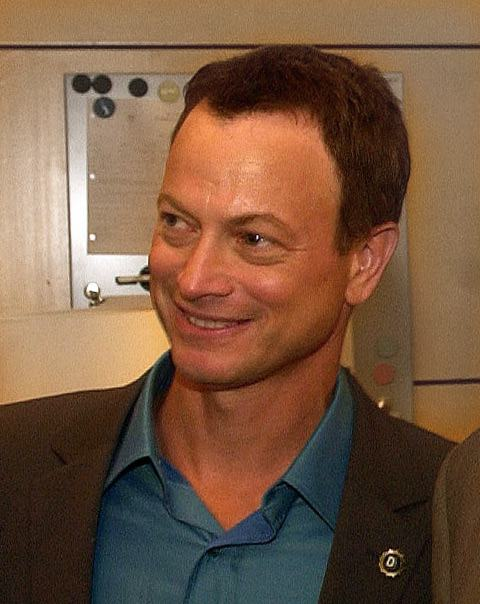
2008年

辛尼斯持有保守派共和党的政治观点，他在CSI:NY中的搭档Hill Harper——民主党候选人巴拉克·奥巴马的支持者说，辛尼斯的政治信仰相比于他要更加保守，他同时还提到，辛尼斯和自己的立场都很坚定，因此他们达成协议，彼此不在一起讨论政治话题。
2008年6月，辛尼斯为共和党参议员約翰.馬侃的竞选捐赠了2300美元。
布什总统和和麦凯恩参议员的一位前顾问Nicolle Wallace在2009年5月谈到，她相信辛尼斯会给共和党带来新的起色，她说：“一个演员对于政治的自然影响力将会对任何一个将要在2012年站在奥巴马对立面的人身上派上用场，我们需要一个能有效的与奥巴马的雄辩口才针锋相对的交谈者。”其余被提到名字的还有大衛·裴卓斯和Ray Odiemo将军。辛尼斯随后透露，他并无参政的意向。

## 電視作品
- 2015 《犯罪心理：New Spin-off》：Agent Jack Garrett
- 2014 《犯罪心理》：Agent Jack Garrett
- 2004-2013《CSI犯罪現場:紐約》：Detective Mac Taylor（全9季）
- 2003《Fallen Angel》
- 1999《That Championship Season》
- 1997《風雲傳奇 George Wallace》
- 1995《Truman》杜鲁门

## 電影作品
- 2020《好样的乔·贝尔》（Good Joe Bell）
- 2014《美國隊長2》（Captain America: The Winter Soldier）：資料館音效（配音）
- 2006《打獵季節》（Open Season Shaw）（配音）
- 2004《夏威夷生死鬥》（The Big Bounce）
- 2004《靈異拼圖》（The Forgotten）
- 2003《Mission:SPACE》
- 2003《人性污點》（The Human Stain）
- 2002《Path to War》
- 2001《天才桿弟》（Gentleman's Game）
- 2000《神鬼莫測》（Reindeer Games）
- 2000《火星任務》（Mission to Mars）
- 2000《神童布鲁诺》（Bruno (The Dress Code)）
- 2000《強殖入侵》（Impostor）
- 1999《傀儡人生》（Being John Malkovich）
- 1999《All the Rage》
- 1999《綠色奇蹟》（The Green Mile）
- 1998《蛇眼》（ Snake Eyes）
- 1996《Alvino Allgator》
- 1996《綁票通緝令》（Ransom）
- 1995《致命的快感》（The Quick and the Dead）
- 1995《阿波羅13號》（Apollo 13）
- 1994《阿甘正傳》（Forrest Gump）：丹中尉
- 1994《末日逼近》（The Stand）
- 1993《大熊傑克》（Jack the Bear）
- 1992《人鼠之間》（OF Mice and Men）
- 1991《戰火赤子心》（A Midnight Clear）